# Actieonderzoek
Actieonderzoek is een vorm van onderzoek waarbij sociale systemen niet alleen onderzocht worden, maar ook wordt gezocht naar oplossingen van problemen om te komen tot sociale verandering. 
Deze vorm van onderzoek werd in gang gezet door cultureel-antropoloog Kurt Lewin die in 1946 het artikel "Action Research and Minority Problems" publiceerde. Bij actieonderzoek wordt er bewust voor gekozen om niet alleen te observeren en te interpreteren, maar deel te nemen aan het proces.
Door in te grijpen in het proces en verandering teweeg te brengen, zou een beter inzicht in de problematiek moeten ontstaan. Het betekent dat onderzoeker en onderzochte nauw moeten samenwerken, waarbij het de bedoeling is dat de inzichten van beide partijen hierdoor vergroot worden. Er zijn verschillen in de aanpak waarbij de nadruk kan liggen op de actie of het handelen of op het onderzoek.
Lewin stelde dat actieonderzoek aan een aantal voorwaarden moest voldoen:
- probleemgericht;
- cliënt staat centraal;
- status quo wordt ter discussie gesteld;
- moet empirisch toetsbare uitspraken opleveren;
- uitspraken moeten systematisch in een bruikbare theorie passen.